# Elizabeth A. Duke
Elizabeth Ashburn Duke, född 23 juli 1952 i Portsmouth i Virginia, är en amerikansk företagsledare som är styrelseordförande för den amerikanska bankkoncernen Wells Fargo & Company sedan den 1 januari 2018 när hon efterträdde Stephen Sanger på positionen.
Hon har arbetat inom regional banksektor i större delen av sin karriär. Duke satt som ledamot i styrelsen för Federal Reserve Bank of Richmond mellan 1998 och 2000. Hon blev även utsedd som ordförande för branschorganisationen American Bankers Association och satt där en mandatperiod 2004–2005. I maj 2007 utsågs hon som ledamot i styrelsen för den amerikanska centralbanken Federal Reserve System av USA:s 43:e president George W. Bush (R), hon satt på den positionen fram till slutet av augusti 2013. 2015 blev Duke ledamot i koncernstyrelsen för Wells Fargo medan i oktober 2016 blev hon vice styrelseordförande.
Duke avlade en kandidatexamen vid University of North Carolina at Chapel Hill och en master of business administration vid Old Dominion University.